# Hypospila laurentensis
Hypospila laurentensis là một loài bướm đêm trong họ Noctuidae.